# Cratérope afghan
Espèce
Le Cratérope afghan (Argya huttoni) est une espèce de passereau de la famille des Leiothrichidae.

## Distribution
Cet oiseau se rencontre en Afghanistan, en Iran et au Pakistan.

## Sous-espèces
Selon Alan P. Peterson, cet oiseau est représenté par 2 sous-espèces :
- A. huttoni huttoni (Blyth, 1847) ;
- A. huttoni salvadorii (Filippi, 1865).

## Publication originale
- Blyth, 1847 : Notices and descriptions of various new or little known species of birds. Journal of the Asiatic Society of Bengal, vol. 16, p. 117‑157 &  428‑476.